# Serious Engine
Serious Engine är en 3D motor från Croteam för Microsoft Windows, Xbox, Gamecube, Playstation 2 och Xbox 360 skriven i C++. Grafiken kan renderas antingen via Direct3D eller OpenGL. Motorn används bland annat i spelen Serious Sam: The First Encounter och Serious Sam: The Second Encounter.